# Fortine (Montana)
Fortine es un lugar designado por el censo ubicado en el condado de Lincoln en el estado estadounidense de Montana. En el Censo de 2010 tenía una población de 325 habitantes y una densidad poblacional de 17,52 personas por km².

## Geografía
Fortine se encuentra ubicado en las coordenadas 48°46′13″N 114°53′10″O / 48.77028, -114.88611. Según la Oficina del Censo de los Estados Unidos, Fortine tiene una superficie total de 18.55 km², de la cual 18.36 km² corresponden a tierra firme y (0.99%) 0.18 km² es agua.

## Demografía
Según el censo de 2010, había 325 personas residiendo en Fortine. La densidad de población era de 17,52 hab./km². De los 325 habitantes, Fortine estaba compuesto por el 96.31% blancos, el 0% eran afroamericanos, el 1.23% eran amerindios, el 0% eran asiáticos, el 0% eran isleños del Pacífico, el 0% eran de otras razas y el 2.46% pertenecían a dos o más razas. Del total de la población el 0.62% eran hispanos o latinos de cualquier raza.